# Canavesite
La canavesite è un minerale.

## Abito cristallino
Aciculare.

## Origine e giacitura
Come infiorescenza nelle miniere di pirite e di borati tipo la ludwigite e l'ascharite.

## Forma in cui si presenta in natura
In ciuffi raggiati o in forma di rosette.

## Proprietà fisico chimiche
Risulta solubile negli acidi.

## Storia
Fu scoperta nel 1978.

## Luoghi di ritrovamento
Nelle antiche miniere di Brosso.